# Camponotus trietericus
Camponotus trietericus är en myrart som beskrevs av Menozzi 1926. Camponotus trietericus ingår i släktet hästmyror, och familjen myror. Inga underarter finns listade.